# Autoportrait (David)
Pour les articles homonymes, voir Autoportrait (homonymie).
L'autoportrait de  Jacques-Louis David est peint par l'artiste en 1794. Le tableau a la particularité d'avoir été réalisé en prison tandis que David était détenu à l'hôtel des fermes pour avoir fait partie des robespierristes. C'est son troisième et dernier autoportrait, suivant celui intitulé Aux trois collets, de 1791 (musée des Offices de Florence). Donné à son ancien élève Jean-Baptiste Isabey, le tableau est entré dans les collections du musée du Louvre en 1852 (inv. 3705).

## Description
Le tableau représente l'artiste se faisant face, le buste de trois-quarts, sur un fond jaune-gris. Il est vêtu d'une houppelande foncée à larges revers  châtaigne et d'une chemise blanche, nouée d'un foulard de la même couleur. Dans sa main gauche, il tient un pinceau, dans la droite, une palette. Il est assis sur un fauteuil, dont on aperçoit le dossier. La figure est éclairée par la droite. Du fait que le portrait fut peint d'après une image de miroir, les positions des mains sont inversées ; David ne corrige pas ce détail, qui le montre tenant le pinceau de la main gauche, alors qu'il est droitier ; de même, la tumeur qui affecte sa joue gauche se retrouve à droite mais est dissimulée dans l'ombre.

David s'est représenté en jeune homme, ce qu'il n'est plus puisqu'il a 46 ans au moment où il réalise ce tableau.

## Timbre
L'autoportrait a été gravé en timbre-poste par René Cottet pour la série des célébrités de la Révolution de 1950, avec Danton, Robespierre, Chenier, Carnot et Hoche. Par rapport à l'autoportrait original, la figure est inversée.